# Подкаменская поселковая община
Подкаменская поселковая общи́на (укр. Підкамінська селищна громада) — территориальная община в Золочевском районе Львовской области Украины.
Административный центр — посёлок Подкамень.
Население составляет 11 343 человека. Площадь — 322,9 км².

## Населённые пункты
В состав общины входит 1 посёлок (Подкамень) и 32 села:
- Батьков
- Вербовчик
- Голубица
- Горбановка
- Дудин
- Жарков
- Залесье
- Звыжень
- Кутище
- Литовище
- Лукавец
- Лукаши
- Малинище
- Маркополь
- Межигоры
- Микиты
- Накваша
- Немяч
- Ореховчик
- Паликоровы
- Паньковцы
- Пеняки
- Поповцы
- Стыборовка
- Стрихалюки
- Тетильковцы
- Чепели
- Черница
- Шишковцы
- Шпаки
- Яблоновка
- Яснище